# NGC 1913
NGC 1913 (również ESO 56-SC97) – gromada otwarta znajdująca się w gwiazdozbiorze Złotej Ryby. Należy do Wielkiego Obłoku Magellana. Odkrył ją John Herschel prawdopodobnie w listopadzie 1834 lub grudniu 1835 roku.